# Семенюк Анатолій Володимирович
Анатолій Володимирович Семенюк (нар. 15 листопада 1944, с. Клевецьк Турійський район Волинська область) —  український літератор, член Національної спілки журналістів.

## Життєпис
Народився Володимир Семенюк 15 листопада 1944 року у селі Клевецьк Турійського району Волинської області. Закінчив Львівський політехнічний інститут за фахом «інженер-електрик».
Двічі (у 1991-1998 рр.) обирався ковельським міським головою.
З коханою дружиною Марією Станіславівною виростили двоє синів, мають троє онуків.

## Нагороди
- Лауреат премії імені Олександра Цинкаловського (2013)
- Почесний громадянин міста Ковеля (2016)[1].

## Твори
За майже двадцять років творчої праці з-під його пера вийшло 23 книги. Серед них:
- Копай криницю у собі
- Золота підкова
- Мить істини
- Цілющий попіл
- Золота красуня
- Легенди Ковеля
- Ковель: шлях через віки
- Ковель: минуле і сучасне
- Косачі

## Про Анатолія Семенюка
- Іван Ковельський Мер, який пише вірші про кохання / Волинь-нова. — 15 листопада 2014. — С. 6.
- Вікторія Зінчук У 70 років став журналістом «Вістей Ковельщини»!  / Волинь-нова. — 22 листопада 2014. — С. 12.